# La Savoie (paquebot de 1901)
Pour les articles homonymes, voir Savoie (homonymie).
La Savoie (1901 - 1927) est le second d'une série de deux paquebots postaux de la Compagnie générale transatlantique. Grand, rapide et luxueux, il contribue sur la ligne de l'Atlantique Nord entre Le Havre et New York, avec son frère jumeau La Lorraine, à la réputation grandissante de la compagnie ambassadrice du « goût français ».

## Chronologie
- 1901, le 31 août mise en service sur la ligne Le Havre—New York[3].
- 1914, en août il est mobilisé et armé en croiseur auxiliaire[3].
- 1919, le 26 avril il est démobilisé et retrouve son service sur la ligne de l'Atlantique Nord[3].
- 1923, en mars il est transformé en paquebot à classe unique[3].
- 1927, le 25 septembre dernier départ du Havre pour New York[3].
- 1927, le 25 novembre départ du Havre pour le chantier de démolition à Dunkerque[3].

## Histoire

### Contexte et construction
En 1899, la mise en construction de La Savoie, aux chantiers navals de la compagnie à Penhoët près de Saint-Nazaire, a lieu durant la période qui suit les traversées difficiles des temps héroïques où les immigrés représentaient la majorité des passagers. Sur la ligne de l'Atlantique Nord c'est toujours la course au record, avec des bateaux de plus en plus grands cherchant à conquérir le Ruban bleu. La Compagnie générale transatlantique cherche à convaincre de riches clients par le luxe des aménagements faits pour transformer le voyage en rêve. Deuxième d'une petite série composée de deux navires, La Savoie est mis à l'eau le 31 mars 1900, quelques mois avant le voyage inaugural de son jumeau La Lorraine. Il est intégré dans la flotte de la compagnie en août 1901.

### Paquebot transatlantique (première période 1901 - 1914)

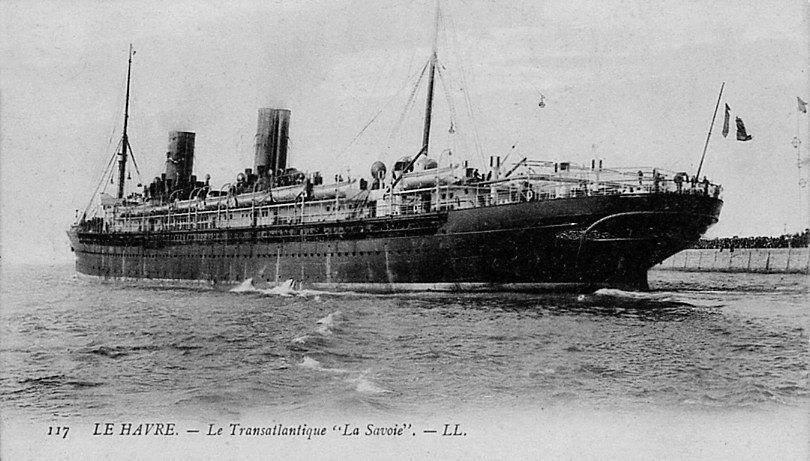
Le transatlantique La Savoie
sort du port du Havre, avant 1914.

Affecté sur la ligne de l'Atlantique Nord, La Savoie prend son service avec un premier départ du port du Havre le 31 août 1901, il arrive à New York après 6 jours et 11 heures de traversée. Le voyage de retour au Havre s'effectue en 6 jours 13 heures et 2 minutes. Ces temps de traversée sont encore bien loin des records détenus par le Deutschland de la HAPAG, en moins de 6 jours, il faudra attendre l'année 1935 et le Normandie pour que la compagnie parvienne à inscrire son nom sur le livre des records du Ruban bleu.
En juin 1911, il est affrété par le journal Le Figaro pour participer à la grande revue navale donnée à l'occasion du couronnement du roi Georges V d'Angleterre.

### La Savoiecroiseur auxiliaire (1914 - 1917)
En août 1914, il est réquisitionné comme croiseur auxiliaire et rattaché à la 2e escadre. Il participe au transport de troupes vers les Dardanelles jusqu'en 1917 où il prend part à l'acheminement des soldats américains qui combattront sur le sol français.

### Deuxième période sur l'Atlantique Nord
À la démobilisation, il reprend la ligne de New York. En 1923, sa capacité d'accueil est modifiée, les premières classes sont supprimées.
En 1927, il est vendu à la démolition qui est effectuée l'année suivante à Dunkerque.
La cheminée monumentale qui ornait la salle à manger a longtemps décoré le bureau de la direction de la Compagnie générale transatlantique.